# ミクロマン200X
『ミクロマン200X』は、株式会社タカラ（現：タカラトミー）から発売されている『ミクロマンシリーズ』の2003年からのラインナップ。便宜的通称であり、一般的商品名ではない。
本項ではこれらの2003年から現在までの新世代ミクロマンについて詳述する。

## 玩具としての概要
身長10数センチ（種類によってばらつきあり）の、主にABS樹脂、ポリカーボネイト樹脂などで構成されたミクロマンシリーズのハイエイジ向け商品である。対象年齢は15歳以上となっており、全年齢向け玩具には無い、小さな部品が多数付属しており、プレイバリューを高めているのが特徴。
それまでのミクロマンシリーズよりも格段に可動部の増えた「全身30か所可動フィギュア」として登場した本シリーズは、このサイズのフィギュアに於いては当時、群を抜いていた。特徴的なものとしては「肘や膝の二重関節化」、「二の腕のロール軸装備」や「軟質素材製の可動関節付き通常手首以外の表情のついた手首パーツの多数付属」などで、それまでのミクロマン以上に「動かせる小型フィギュア」であり、以後の他社のアクションフィギュアシリーズに於ける関節構造に影響を与えている。
1998年から2001年までに展開されていた『ミクロマン・マグネパワーズ』は、以前に発売されていたミクロマンと比較すると股関節の球体間接化やキャラクター的なギミックは増やされていたが、1998年当時の安全基準に合わせるため、一部のアイテムにおいては可動部位が制限され、特に旧ミクロマンシリーズに比べて手首足首の可動が固定になっていた。
本シリーズは2003年にオリジナルデザインの新キャラクターおよびPS用ゲーム『タツノコファイト』に登場する版権キャラクターの商品が発表された。
その後は「ミクロマンシリーズ（オリジナルシリーズ）」と「ミクロアクションシリーズ」、「マテリアルフォースシリーズ」の3本柱となり継続された。「オリジナルシリーズ」は「有形ブロック構造による武装」が中核をなし、「ミクロアクションシリーズ」は版権キャラクターの原作アクションの再現が極力可能なように武器などのアイテムを多数付属するようになっていった。「マテリアルフォースシリーズ」は、キャラクター性も表情も表現されていない人形で、性別・体型・色の違う種類が多数発売され、改造用のベースやデッサン人形のようにポージングの参考にするための用途がアピールされていた。
2004年からは軟質素材の怪獣着ぐるみとのセット商品「着ぐるミクロマンシリーズ」、2006年には大型アイテムとの連携を盛り込んだ「デュアルモデルツヴァイシリーズ」や「ミクロアクションプラスシリーズ」もスタートした。2007年の「ミクロマンキン肉マンシリーズ 悪魔超人編」を最後に商品展開は終了した。
「オリジナルシリーズ」について、新展開として2008シリーズの展開案自体は存在していたが、実現しなかった。
2013年に展開された『トランスフォーマーGT』では、GT-R型トランスフォーマーとセットのGTシスター（レースクイーン）にシスタータイプの素体が流用されている。
2014年、グループ会社のタカラトミーアーツから、ゲーム、アニメの美少女不可動フィギュアのフォーマットとして、新たに『ミクロマンアーツ』シリーズが展開された。『ミクロマン200X』シリーズの技術を応用しつつ新構造を採用したシリーズで、製品的には完全な別ラインとなる。

## 他の商品への影響
関節構造などの特徴は『トランスフォーマー G-2』シリーズ以降の技術から生まれたものであり、後発の『figma』（マックスファクトリー/グッドスマイルカンパニー）や『S.H.Figuarts』（バンダイ）などの可動フィギュアシリーズに影響が見られる。反面、旧シリーズで見られていた「有形ブロック構造」システムによる「オリジナルの搭乗メカ」などのプレイバリューが低かったこともあり「オリジナルシリーズ」の展開は徐々に縮小し、2008年以降は企画が完全に凍結した。「有形ブロック構造」の方は『アムドライバー』（コナミ）や『アッセンブルボーグ』（海洋堂）、『ブロッカーズ』（ボークス）などのシリーズに、また、オリジナルシリーズの中核をなした「有形ブロック武装システム」の方は武装神姫（コナミ）にその影響が見て取れる。

## オリジナルシリーズ ストーリー
30年前、2人の若き科学者により人口増加に伴う食糧危機などに対応するための人体細胞の縮小化の研究の末に縮小化遺伝子の研究から「ミクロ細胞」が開発された。このミクロ細胞から培養・育成された「ミクロヒューマノイド」は高度な知能と高い身体機能を有していた。
2人のうちのDr.バーンズは悪用を危ぶみ研究中止と封印に及ぶが、もう1人のDr.シルバーはミクロ細胞を兵器開発に利用出来ると考え密かに研究所から細胞を持ち出し忽然と姿を消した。Dr.バーンズにより4人のミクロヒューマノイドにDr.シルバー探索の指示が出され、長期にわたる調査の末にメキシコ山岳部で彼等はDr.シルバーの研究所を発見するが、突如起きた爆発により彼等は音信不通となった。
そして30年後、謎の小型生命体を感染源とする悪性ウイルスが自らをこう名乗ったという。「アクロイヤーX」と。その生命体「アクロイヤーX」により撒き散らされる有害ウイルス「アクロウイルス」の免疫物質がミクロ細胞から発見された事で、国際機関M.I.C.Rに招聘されたDr.バーンズは自ら封印したミクロ細胞より新たに4人のミクロヒューマノイドを誕生させる。こうしてミクロマンとアクロイヤーの長きにわたる因縁の戦いが始まったのである。

## ストーリー展開
ネコ・パブリッシングの雑誌『Quanto（クアント）』を中心に、2004シリーズはジオラマ写真と小説によるCGフォトストーリーとして、2005・2006シリーズはコミックとして展開。

### CGフォトストーリー
シナリオはデザインメイトが制作。
Quanto
2004年4月号（No.185）～2005年3月号（No.196）に連載。2005年4月号（No.197）にダイジェストが掲載。
また、店頭配布版パンフレットに第1話が掲載。『マガジン《ゼロワン》』にダイジェストが掲載。『ミクロマンパーフェクトワークス』に全話掲載。
公式サイト
大筋は『Quanto』のストーリーと同じだが、設定に関してやや異なる部分も見られる。
付属パンフレットシリーズ『Infomercial』
2004シリーズからほぼすべてにショートストーリーが収録。
また、2004シリーズは『Quanto』および公式サイトのストーリーを再構成して書き直され、一部省略されている部分がある代わりに新たな設定が追加されている。

### マガジン《ゼロワン》
ジンとシャンニーが主役。シナリオは『Quanto』側が制作。
ミッションフォース外伝
CGフォトストーリー。
コミック MICROMAN
フルカラーコミック。台詞はミクロ文字が使用されている。作者はDOGMASK。

### 公式コミック
『Quanto』に連載。作者はDOGMASK。
アクロエンペラー編
2005年5月号（No.198）～2006年5月号（No.210）に連載。また、2005年8月号（No.201）にダイジェストおよび1ページのコミックが掲載。
『コミック MICROMAN』と同様にフルカラーコミック。前作のデザインメイトがシナリオに協力している。
CGフォトストーリーおよびマガジン《ゼロワン》の数年後で、2004シリーズのキャラクターも登場する。
アサシンフォース編
前編が2006年7月号（No.212）、後編が2006年8月号（No.213）に掲載。本作からはモノクロで描かれている。
作者のDOGMASKはアサシンフォースとアクロイヤーXADOのデザインも担当している。
ミクロレディ2編
序章となる＜プレビュー＞が2006年9月号（No.214）、前編が2006年11月号（No.216）、後編が2006年12月号（No.217）に掲載。
作者のDOGMASKはミクロレディ2のデザインも担当している。

## 各ストーリーの登場人物
製品化されているキャラクターなどについては後述のラインナップを参照。

### CGフォトストーリー
Dr.バーンズ
Dr.シルバー

### 公式コミック

#### アクロエンペラー編
リンセ=鷹匠
通称リン。24歳で日系ペルー人の看護婦。アクロウイルスの影響を全く受けない人物としてM.I.C.Rに捕らわれ、アクロウイルス殲滅プロジェクトへの参加を強制される。
M.I.C.RとN-tec社が開発した大型拳銃タイプの装置「ミクロシューティングシステム」でミクロマンを撃ち出す。
作中では人間側の主人公を務め、ミクロマン側の主人公のカイトと並んだイラストがキービジュアルになっている。
ロジャー=ハーバーブライト
M.I.C.Rの南米支部の責任者で主任という立場だったが、アクロエンペラー復活に関与した。
ミシェル=M=アラウジョ
M.I.C.Rの研究者。ミクロシスター・ハンネと一緒に研究をしていたが、無線で知ったロジャーの計画を止めようとして殺される。
ティキ
アクロアスラと一緒にいる少年。リンは母親から頼まれて彼を探していた。
伝説のミクロマン
かつて「アクロスレイヤー」を使い、自らの命と引き換えにアクロエンペラーを封印したミクロマン。最終話においてその魂が白色のミクロマンM151シリーズの姿で現れ、海に沈んでいくはずのカイトを救った。
昭和ミクロマンや『ミクロマン・マグネパワーズ』のアーサーなどのシルエットが描かれている。

#### アサシンフォース編
ミクロマン・セイゾウ
ハルが屋敷からの脱出を依頼し、一緒にミクロエドを離れる事になっていたミクロマン。だが彼には意外な結末が待っていた。
ミクロレディ・ハル
セイゾウの恋人。セツナの女中の一人として働いていた。ヒドウ達の手で屋敷に捕らわれアクロイヤーにされそうになるがユメ達に救出される。しかし理由は不明だが屋敷に戻り、ヒドウらの手で火刑に処される形で殺害された。その後、彼女が屋敷に戻ったのは、ハルをヒドウらに売ろうと目論んだセイゾウに騙されたためであった事が明らかになった。
ミクロシスター・アンナ
ショウマをスポンサードしていて、自身のイメージソングを依頼したミクロシスターのお嬢様で、執事のミリタリーフォースを連れてラストに登場した。
非道敷島守、無惨、刹那
ミクロマン居住区ミクロエドを統括していた奉行が謎の病死を遂げた後、責任者に就いたアクロイヤーXADOのミクロマンとしての偽名。

#### ミクロレディ2編
200X年7月30日に民営ミクロマン学園都市居住区 人為による強化ガラス破壊事件 通称『硝子の雨事件』から始まる3回のストーリー。
大橋豊
国立アクロイヤー疾病研究センターに入院した、硝子の雨事件を起こした患者の少年。アクロガルーラによるカリーの幻影に惑わされている。
ミクロマン・カリー
豊の進学校受験の為に住み込みの家庭教師として来たミクロマン。豊と仲良しになった事で受験が終わってからも住み込みを続けることを願い、勉強・遊び・学校にまで付いて行く困り者だった。体育倉庫に閉じ込められた際にはミクロルガーでドアを開けようと苦闘した。6月の雨の日にトラックから豊をかばって轢かれてしまう。

## ミクロマンシリーズ（オリジナルシリーズ）

### ミクロマン2003

#### ミクロフォース
当初は性格設定やシリーズナンバー、ストーリー等が存在していなかったが、次期シリーズ「マスターフォース」の展開に伴い新たに与えられた。なおMF1-01：コマンダーミクロマンの顔は旧ミクロマンM101シリーズの明確なリスペクトであり、このシリーズの時点で「旧作のリスペクトを隠し味に入れながらも最新のSF観」「装備はメッキパーツがメイン」など、後のシリーズの礎が完成している。
MF1-01：コマンダーミクロマン
- 武装：マシンガン ハンドガン コンバットナイフ ホルスター アーマー

MF1-02：ニンジャミクロマン
- 武装：巨大刀 忍者刀 鞘 鎖かたびら

MF1-03：ガンナーミクロマン
- 武装：ガトリングガン グレネード アーマー

MF1-04：スパイミクロマン
- 武装：マニピュレーター アンカー 爪 アーマー

### ミクロマン2004

#### マスターフォース
30年の時を超えてDr.バーンズの手により新たに生み出されたミクロヒューマノイド。その類い希な才能によりコードネームを与えられた。なお、当初から旧シリーズへのリスペクトを意識した設定やネーミングが施されている。
MF2-01：スカイマスターハヤテ
飛行ユニット「スカイランブラー」「反重力ジャンパー」は旧初期シリーズの同名飛行ユニットのオマージュである。
公式コミック「アクロエンペラー編」ではM.I.C.R運営委員代理として、事実上ミクロマン達の総指揮者として登場した。
- 武装：ミクロイーグル 反重力ジャンパー スカイランブラー 超次元コンバーター

MF2-02：グランマスターアラン
- 武装：グランドリル グランドテクター グランウォーカー ブルシールド

MF2-03：ダイブマスターロベルト
潜水用アーマー「ミクロシェル」は旧シリーズの「エスカルゴ」をオマージュしている。
マスターフォースで射撃武器を持つのは彼のみである。
- 武装：ミクロシェル オプティカルレーザー オペレーティングアーム

MF2-04：オートマスターライアン
公式コミック「アクロエンペラー編」ではロードフォース指揮官として登場。「アクロエンペラー編」の主人公カイトの上司にあたる。
- 武装：ミッションブレスト ソニックウィール ショルダーウィング

#### アクロイヤーX
Dr.シルバーの手により生み出された邪悪なアクロウイルスミュータント。宇宙から飛来した隕石に付着していた謎のウイルスと深い関連を持つらしい。自らが悪性のウイルス「アクロウイルス」の感染源であるため特殊な延命処置を要する。
また、CGフォトストーリー第1話（店頭配布版パンフレットにも掲載）内のイメージフォトではミクロフォースの主武装をそれぞれ手にしているが、彼らとの関係は不明である。
AX-11：アクロスコール
同社SFトイ「変身サイボーグ」の敵役キングワルダーI世の変身形態ドクロキングがモチーフ。
CGフォトストーリーではファントムのデスグレイブに吸収されてしまう。
- 武装：スコルボーン アクロステッキ マッドブレスト

AX-12アクロクレイヴ
同社SFトイ「アンドロイドA」の敵役、宇宙人Jのオマージュとなっている。
公式コミック「アクロエンペラー編」ではミクロマン側の参謀格としてハヤテの側近を務めていた。彼は「X」では唯一ミクロマン側と手を組んだキャラクターである。
- 武装：アクロドラゴン アクロウィング

AX-13：アクロボルテック
「マグネスパイク」や「アクロバッテリー」、アナザーボルテックの頭部デザイン等、旧初期アクロイヤーを強く意識したデザインとなっている。
非公式ではあるが、両腕はボルテックアークと交換可能で、アナザーボルテックヘッドと合わせると、旧アクロイヤーの風格を楽しむことができる。
パッケージ裏等の試作段階写真でのボルテックの素体は薄いクリアパープルであるが、製品版は白っぽいシャンプーのような色合いをしている。
- 武装：ボルテックアーク ボルトガン マグネスパイク アクロバッテリー

AX-14：アクロバイオム
- 武装：パイソンシールド アクロファング アクロパイソン アクロパイク

#### ミクロレディ
シリーズ初の女性型ミクロマン。当初は正悪別個に2体ずつシリーズとしてラインナップされていたが、後々にはシリーズ内に組み込まれる形のラインナップも見られるようになる。ML1-01：コマンダーレディダイアンはミクロフォースのコマンダーミクロマン、ML1-02：ニンジャレディシナはニンジャミクロマンと、それぞれのモチーフとカラーリングを踏襲している。
ML1-01：コマンダーレディダイアン
姉御肌な女性。公式コミック「アクロエンペラー編」ではアランから「上腕二頭筋」という綽名で呼ばれていたが、本人はまったく気に入っていない。
- 武装：ミクロバルカン04型 ミクロバスターP3 M-GPS式通信機 ジャックブレード アーマー

ML1-02：ニンジャレディシナ
日本古来の忍術を会得したミクロレディ。
身軽さを生かして偵察や情報収集を主な任務とする他、マスターフォースの救護も行う。
普段はおっとりとした性格で心優しい性格。
公式コミック以降の設定では、ファルコンやブロンクスを部下とするアサシンフォースの頭取に昇格し、事実上はショウマ達のかつての上司という間柄となっている。
- 武装：ヒエンシュリケン(飛燕手裏剣) アサシンダガー 双頭槍 ミクログリーブ

#### アクロレディ
初の女性型アクロイヤー。バストサイズはそれぞれL・Sの2種類が用意されていた。基本的に2番目のキャラの方がSサイズである。両者ともハイヒールタイプの足が使用されている。ちなみに設定やストーリーでは「アクロヴィーナはスコールと何らかの関係がある」ことや、「アクロレディはアクロイヤーXの能力を最大限に引き出すことができる」ことが示唆されたが、これらの伏線が回収されることはなかった。
ミクロレディとアクロレディの初期ロット版は、膝部分が左右で組み間違えられたまま塗装されるという事態が発生している。第2ロット以降では修正されて本来の組み方になって発売された。
AL-11：アクロヴィーナ
Dr.シルバーが新たに発見した地球外ウイルスとミクロ細胞を融合させて誕生した女性型アクロイヤー。
その美貌とは裏腹に冷酷な性格で、アクロイヤーXをも凌ぐ戦闘力を秘めている。
アクロスコールとは何らかの関係があるらしい。
CGフォトストーリーではスコールと共にファントムのデスグレイブに吸収されてしまう。
- 武装：アクロサイズ ヴィーナシザーズ アーマー

AL-12：アクロディータ
普段はヴィーナに献身的に従っているが、実際は彼女の横柄な性格にあきれ果てている。
公式コミック「アクロエンペラー編」まで生き残っており最終話のアクロワイバーンとの決戦後に登場している。
- 武装：アクロサイ マッシブフレイル ギロチンブレード チェーン リング アーマー

#### ミッションフォース
マガジン《ゼロワン》に同梱されたミクロマンとミクロレディ。『Quanto』誌上で行われた「ミクロマンオーダーメイドコンベンション」で男性型・女性型の頭部とボディ各3種から読者が1つずつ選んで投票し、得票数の多かった組み合わせに決まった。デザインはDOGMASKが担当。
MFX-01：ソードウォリアー ジン
任務以外の事には関心を持たない。コミュニケーションが不得手で孤独を愛しており、仲間や人間を信用しない事もある。
- 格闘スタイル：居合
- 好きなもの：イクラ 孤独
- 武装：パルサーショット エネルギージェネレーター[3]

MFX-02：シールドヒーラー シャンニー
対アクロウィルスとして防護とケアを目的に派遣された。心優しく、人間への心理接触に重点を置き、人類とミクロマンの絆を担うテストケースの任務も兼ねている。
- 格闘スタイル：無し
- 好きなもの：蜜汁焼鴨飯 猫
- 武装：エンジェルアミュレット ミクロム505ノートパッド[4]

#### マシンフォース
マスターフォースの危機を救いながらも瀕死の重傷を負った謎のミクロヒューマノイドがサイボーグ化されたミクロマンと専用マシンのセット。
N-tec社の協力によりサイボーグ治療を受け、手術の後遺症で記憶を失うも、持ち前の高い戦闘性能で目まぐるしい成長を遂げる。「バイオマシン」の装甲パーツ「バイオテックパーツ」を装備して「バイオテックモード」と言う強化形態にもなれる。また、それぞれ『西遊記』の主人公の4人がモチーフとなっている。
タイトルロゴはパッケージでは「BIOMACHINE」と表記され、付属パンフレットシリーズ『Infomercial』内のカタログでは「MACHINEFORCE」の隣に「BIOMACHINE + MACHINEMICROMAN」と併記されている。
BM-01：マシーンミラー+マシンミクロマン ゼクウ
孫悟空がモチーフ。
『時空警察ヴェッカーシグナ』中に登場する「時空刑事エクスヴァーン」のキャラモチーフとして採用され、製品もゼクウのリデコとなっている。
BM-02：マシーンスティンガー+マシンミクロマン ゴドー
沙悟浄がモチーフ。
BM-03：マシーンタイガー+マシンミクロマン ハック
猪八戒がモチーフ。
公式コミック「アクロエンペラー編」ではロードフォース専属技官兼副指揮官となっている。また、爽やかな優男で女性ミクロマンにモテる描写がある。
BM-04：マシーンコング+マシンミクロマン トリニティ
三蔵法師がモチーフ。
公式コミック「アクロエンペラー編」では霊力を使用する場面がある。

#### ミリタリーフォース
いわゆる「量産型ミクロヒューマノイド」。ミクロマン・アクロイヤー双方に同じ目的毎に同形態の部隊が配備されている。
MF4-01〜04までは「ミクロマンミリタリーフォース」、MF4-05〜08までは「アクロイヤーミリタリーフォース」である。
武器はミクロマンサイド、アクロイヤーサイドに2種類ずつあり、それぞれにシルバーメッキ、もしくはグロスブラックメッキされた武装がランナーに付いた状態で同梱されている。つまり、計8パターン（下記の限定版も含めると10パターン）の武器がそれぞれに割り振られている。
パッケージや武装、簡素なデザインなどで生産コストを削ることで従来のミクロマンの2/3以下の価格を実現しており、設定だけではなく実製品も量産部隊と呼ぶに相応しいシリーズとなっている。また、多数揃えることで遊びの幅が広がることも特徴である。
MF4-01：スペースレスキュー
アクロイヤーの活動により被害を受けた地域での応急処置や救助活動を行うことを目的とした救護部隊。
武器はTYPE M-01のシルバータイプが付属。
MF4-02：テクノウェーブ
優れたメカニック技術と、遠距離からの狙撃が武器の襲撃部隊。
武器はTYPE M-02のシルバータイプが付属。
MF4-03：ラバプラネット
防炎耐加工がされたミクロテックスキンを纏い、敵地へ乗り込むことを目的とした特攻部隊。
武器はTYPE M-01のブラックタイプが付属。
MF4-04：ヴァーチャルタスク
M.I.C.Rの施設の防衛を任務としている警備部隊。
武器はTYPE M-02のブラックタイプが付属。
MF4-05：ナイトリーコン
優れた暗視能力を用いた夜間の懲戒活動やミクロマン狩りを行う暗躍兵団。
武器はTYPE A-01のシルバータイプが付属。
MF4-06：ステルスカモ
M.I.C.Rの施設へ潜入し、諜報活動やシステム破壊等を行う工作兵団。
武器はTYPE A-02のシルバータイプが付属。
MF4-07：フォレストハイド
森林に潜伏し、さまざまなトラップや持前の機動力で敵を捕える護衛兵団。
武器はTYPE A-01のブラックタイプが付属。
MF4-08：サンドストーム
乾燥地帯での長期活動にも耐えうる強靭な生命維持能力を持つ遠方派遣型遣戦闘兵団。
武器はTYPE A-02のブラックタイプが付属。

##### 限定版
「トイズドリームショップ限定版」としてミクロマンミリタリーフォースからは、ミクロマンタイプのMF4-09 ノーブルプラチナムとアクロイヤータイプのMF4-10 ネイビーアサシンの2種が発売された。
MF4-09 ノーブルプラチナム
武器はTYPE M-2が付属、メッキカラーはカッパー。
MF4-10 ネイビーアサシン
武器はTYPE A-02が付属、メッキカラーはブルー。

#### 着ぐるミクロマン
軟質素材の怪獣着ぐるみの中にミクロマンを同梱させたもの。操演者が手ぬぐいを巻いているような頭部のミクロマンがいる。
公式コミック「アクロエンペラー編」ではアレン以外の8人が着ぐるみを着ていない姿で終盤に登場し、アクロワイバーンの被害に対抗するために戦った。
版権キャラクターの怪獣については後述のラインナップを参照。
ミクロマン・ケン
公式コミックではモノクロのカラーリングで登場。
ミクロマン・ビリー
ミクロマン・ハロルド
ミクロマン・ヴィクトル
ミクロマン・キム
ミクロマン・ウォルター
ミクロマン・リキ
ミクロマン・ヴァイン
ミクロマン・アレン

#### アクロイヤーX-2
Dr.シルバーの秘密研究所で新たに生み出されたアクロウイルスミュータントの完全体。Xと違い延命措置を必要としない。初めてシリーズに内包された形でレディキャラがラインナップされたシリーズ。
AX-21：アクロファントム
悪魔の洗礼を受け、この世の全ての罪を背負うべく生み出された完全体アクロイヤー。
その危険さ故、行動を制御する十字架型の武器「デスクレイヴ」と鎧「アクロメイル」をアクロクレイヴから与えられた。
理性も感情も持たず、目標を確実に死に至らしめる殺戮ミュータントである。
CGフォトストーリー最終話においてハヤテと対決し消滅したと思われたが、ミクロシスターUNIでは次元の壁を越えた虚泡世界（イマジナリ・バブル）でアクロイヤー秘密基地ファントマリウムを作り上げ、進化の究極点であるアクロイヤー=アクロファントム自身の頭脳から全ての生命を支配下に置く為の研究を進めていた。
- 武装：デスグレイブ アクロメイル

AX-22：アクロメダルグ
上半身の筋肉を異常発達させた肉弾戦型完全体アクロイヤー。
アクロボルテックが対マシンフォース用に開発した「ギガテクト」により、さらに絶大な攻撃力と防御力を得た。
エネルギー源として鉄を喰らう。
CGフォトストーリーでは最終的にアランのドリルナックルを使ったハックの攻撃で倒された。
- 武装：ギガテクト（アトミックグラブ メダルブースター）

AL-21：アクロエルザ
モチーフは「魔法少女」。
彼女は「戦闘能力を全く持たないアクロイヤー」として設定され、獣型のマシンミュータント「アクロパンサー」が彼女を守るために随伴している。
公式コミック「アクロエンペラー編」まで生き残っており最終話のアクロワイバーンとの決戦後に登場している。
- 武装：エルザバトン エルザウィング

AL-22：アクロプラーナ
シリーズ初登場のL+サイズが採用されている。
また、シリーズ中唯一の蓄光素体となっている。
フォトストーリーでは前後から苦手な接近戦を仕掛けられて倒された。
- 武装：プラーナエッジ ゴルゴンスネイク

### ミクロマン2005

#### マグネフォース
初代ミクロマンの「タイタン」シリーズをオマージュしたシリーズ。
それぞれのグループ毎の武器と合体することでミクロマン側は高速飛行移動形態「マグネグリフォン」、アクロイヤー側は高速走行移動形態「マグネオデッセイ」になることができる。
ミリタリーフォースと違い、ミクロマン側とアクロイヤー側で最初から別に命名されているが、マグネアクロイヤーはマグネミクロマン中の3体がアクロウイルスに感染したものである。
なお各製品は、銀メッキのマグネ素体に集光樹脂を使用したクリアパーツ、そしてアーマーを装着したスタイルで統一されているが、特にマグネミクロマン側は同社のSFトイ「タイマニック」を多々意識した意匠となっている。
MGM-01：マグネミクロマン アキレス
冷徹なまでに悪を憎むミクロマンマグネフォースのリーダー。
脚技と剣術を得意としている。
- 格闘スタイル：M.I.C.R格闘プログラム TYPE C-02
- 好きなもの：夏 カンフー映画
- 武装：マグネウィング ヘリオスアーマー

MGM-02：マグネミクロマン テセウス
陽気な性格のミクロマンマグネフォースの副官。
豪力の持ち主でどんな重火器でも軽々と扱うことができる。
普段はチームのムードメーカーで、アクロイヤー化した仲間のことを深く悲しんでいる。
- 格闘スタイル：M.I.C.R格闘プログラム TYPE D-01
- 好きなもの：昼寝 温泉
- 武装：デュアルガン ガイアアーマー

MGM-03：マグネミクロマン イカロス
優れた知能と技術力を持つミクロマンマグネフォースの作戦参謀。
そのスピードと瞬時に相手の心理を見抜く洞察力を武器とし、接近戦を得意としている。
- 格闘スタイル：M.I.C.R格闘プログラム TYPE A-02
- 好きなもの：スポーツ全般
- 武装：ブーストクロー セレネアーマー

MGA-01：マグネアクロイヤー フォボス
何よりも破壊活動を好むアクロイヤーマグネフォースのリーダー格。
接近戦で敵を粉砕することに最高の喜びを感じ、その姿には仲間ですら恐怖を感じるという。
- 格闘スタイル：M.I.C.R格闘プログラム TYPE A-01
- 好きなもの：破壊活動 支配
- 武装：マグネスピナー ハデスアーマー

MGA-02：マグネアクロイヤー アトラス
敵の弱点を突くことと、自身の保身を第一に考える卑劣な作戦参謀。
フォボスをも上回る怪力を持つが、何故か彼を恐れている。
- 格闘スタイル：M.I.C.R格闘プログラム TYPE B-01
- 好きなもの：自分の利益となるもの全て
- 武装：グラビティボール カオスアーマー

MGA-03：マグネアクロイヤー メティス
単独行動を好み、己の強さのみを求める探究者。
卓越した剣術を会得しており、自分よりも強い相手に出会ったときのみアレスアーマーを身に纏い、その力の全てを解放する。
- 格闘スタイル：M.I.C.R格闘プログラム TYPE C-01
- 好きなもの：自分よりも強いと思える相手
- 武装：サイドスラッシャー アレスアーマー

##### 限定版
アキレスとテセウスはそれぞれ「トイズドリームショップ限定版 スペーストラベラーVer.」としても発売され、こちらのカラーリングもタイマニックのオマージュとなっている。
公式コミック「アクロエンペラー編」ではフォボスがアキレスに、メティスがテセウスにエネルギーを与えることで両名がスペーストラベラーVer.化しているが、イカロスはアトラスがマグネエネルギーをほとんど使い果たしてしまったことによりエネルギーを分け与えられなかったためスペーストラベラー化出来なかったとされている（代わりにグラビティボールが託された）。
MGM-01：マグネミクロマン アキレス スペーストラベラーver.
フレームの銀色はそのまま、赤色パーツは青色になっている。カラーの元ネタはタイマニック2号（青）。
MGM-02：マグネミクロマン テセウス スペーストラベラーver.
フレームは金色、無色クリアパーツはオレンジ、ガイアアーマーは緑から白になっている。カラーの元ネタはタイマニック3号（白）。

#### ロードスパルタン
各分野に秀でた災害救助のエキスパート「ロードフォース」と専用マシン「ロードモービル」のセット。ロードモービルのパーツを装備し「スパルタンフォーム」と呼ばれる強化モードになれる。本来の目的は災害救助の他に試験段階であったマグネミクロマンの補佐。
素体はほぼ新規造形で、つま先可動を採り入れた最初のタイプ。頭部にはクリアカラーの可動式ゴーグル、身体各部にはミリタリーフォースやマシンフォース同様、3ミリジョイントが配置されている。製品の素体の形態は公式サイトにおいても「ネイキッドスタイル」（素体状態という意味）と紹介されているが、専用スーツの上に軽装防具「ロードテクター」を装備した形態は「ライドフォーム」とも呼ばれる。なお、付属パンフレットシリーズ『Infomercial』のショートストーリーには未装備状態（通常素体を用いたオリジナルのもの）が登場している。
RS-01：マッハスラッガー+ミクロマン カイト
空陸両用のハイスピードマシン「マッハスラッガー」を駆るリーダー候補生。
未熟でありミスも多いものの、持ち前のポジティブな性格で苦境を乗り越えていく。
公式コミック「アクロエンペラー編」での主人公的存在。
ミクロマンは人間の友達と考えており、ミクロマン嫌いだったリンセ=鷹匠とも持ち前の明るい性格で徐々に打ち解けていく。
ちなみに、彼が人間と共に戦う理由は「人間とカレーを食べたいから」。
- 格闘スタイル：空手
- 好きなもの：カレーライス 昆虫
- 武装：エアスライサー スラッガーウィング スラッガーシューター
- ビークル：マッハスラッガー

RS-02：ライドパイソン+ミクロマン リュウ
絶大な火力を誇るマシン「ランドパイソン」を操るロードフォースの副官。
常に冷静で全てを論理で割り切ろうとするクールな論理史上主義者で、極端に人間を嫌っている。
元々はロードフォースのリーダーに任命されていたが、人間側の都合に振り回されることを嫌ってロードフォースへの入隊そのものを拒否していた。
- 格闘スタイル：格闘技複合
- 好きなもの：蕎麦 読書
- 武装：バレルマフラー ミクロパイソン7連装砲 ホーミングパイソン砲
- ビークル：ランドパイソン

RS-03：デルタファントム+ミクロマン サンダー
爆発的なパワーを秘めた明るい体育会系ミクロマン。
直線的で融通がきかない頑固者で不平不満はハッキリというタイプ。
- 格闘スタイル：ボクシング
- 好きなもの：脂肪分の少ない肉 ケンカ
- 武装：デルタライフル ブースターシェル エネルギーパネル
- ビークル：デルタファントム

RS-04：サイドキャリバー+ミクロレディ レイ
サポートタイプのマシン「サイドキャリバー」を操るロードフォースの紅一点。
戦いそのものには否定的だが、「仲間を守るため」と割り切って任務に参加している。
- 格闘スタイル：合気道
- 好きなもの：生野菜 買い物
- 武装：キャリバーキャノン
- ビークル：サイドキャリバー

#### アクロイヤーEXO（エキゾ）
紀元前に宇宙より飛来し、当時の人類とそれに協力する謎の生命体により封印されたアクロイヤーの始祖と言うべき古代のアクロミュータント。
AL-31：アクロスティーラ以外は素体はミリタリーフォースのものが使用されている（スティーラは専用に開発された素体）。AX-31：アクロオプトム〜AL-31：アクロスティーラまでは「エキゾロイド」と言う従属モンスターを従えている。エキゾロイドを身に纏った2種類の「エキゾフューズモード」への変形が可能。エキゾフューズモードへの変化はエンペラーも可能で、エンペラー自身のエキゾフューズモードはレーシングカー仕様の高速移動形態と「聖櫃形態」と呼ばれる待機形態。モチーフとなったのは初代ミクロマンシリーズの「アクロイヤー軍団」及び「総統アクロイヤー」。なお、AX-33：アクロエンペラーは「全アクロイヤーの頂点」というキャラクター性と特異な理由（後述）のため需要が高く、オークションでも高値で取引されることが多い。
AX-31：アクロオプトム
アクロエンペラーにより地球で生み出された古代アクロイヤー。
殺戮と戦闘での痛みを快楽と感じる異常な精神の持ち主。
普段はほとんど言葉を発しないため何を考えているのか分からない。
四方八方に乱れ撃ちをする戦法を好んでいる。
- 戦闘スタイル：無差別射撃
- 好きなもの：不明
- 武装：ダークネスキャノン ウィップフィーラー オプトシールド
- 形態：エキゾフューズモード エキゾティックモード(スナイパースタイル)
- エキゾドロイド：ウィルドオプトム

AX-32：アクログラブズ
アクロエンペラーの側近にしてアクロイヤーエキゾのNo.2。
アクロエンペラーに次ぐ戦闘能力を持ち、彼と共に地球外から飛来した。
オプトムとスティーラと共に戦いながらも彼等を指揮するリーダー的な役割を持つ。
- 戦闘スタイル：予見攻撃
- 好きなもの：不明
- 武装：トライレーザー クラブクロウ
- 形態：エキゾフューズモード エキゾティックモード(リパースタイル)
- エキゾドロイド：グロウラーグラブズ

AL-31：アクロスティーラ
アクロエンペラーにより生み出された古代アクロイヤー。
女性型アクロイヤーのプロトタイプで、地球人女性を模している。
地球環境への高い適応力と、女性ならではのしなやかさを併せ持つ。
保有するアクロウイルスの純度が高いため、冷徹かつ攻撃的。
- 戦闘スタイル：奇襲攻撃
- 好きなもの：不明
- 武装：ベノムスパイン カッティングフィン スティーラテイル
- 形態：エキゾフューズモード エキゾティックモード（マーメイドスタイル）
- エキゾドロイド：ウィングスティーラ

AX-33：アクロエンペラー
皇帝として君臨する、地球上最強のアクロイヤー。
アクロウイルスを異常増殖させ、新たなるアクロイヤーを生み出すことのできる創造主。
言葉を使わず、相手の意識に直接語りかけることで意思疎通を図る。
通常時は瞬間移動の可能な聖櫃形態で活動する。
計り知れない戦闘能力を持つと考えられているが、特定の戦闘スタイルを持たず、グラブズ以外に彼の戦う姿を見た者はいない。
- 戦闘スタイル：不明
- 好きなもの：不明
- 武装：ガーディアンダガー アクロウィール スカルエンブレム
- 形態：エキゾフューズモード（聖櫃形態 アクロワイバーン） エキゾティックモード（高速移動形態）

#### ミクロシスター
ミクロ生命体と人類が平和に暮らす世界に於ける国際救助組織「ミクロマン救助活動機構」に所属するレスキュー候補生。そのヴィジュアルと言動により人類・ミクロ生命体を問わず多くの支持を得ている。
シリーズ内で久々の新型素体による製品で、可動箇所が36か所に増えた「シスターボディ」を採用し、MS-01：ミクロシスター・エルがS、MS-02：ミクロシスター・シオンとMS-03：ミクロシスター・ランはMとなっている。MS-04：ミクロシスター・オルガのバストはメカニカルな新規造形。なお、この素体は後に登場する新素体開発の途中で生み出された試験素体の意味合いもあったが、好評だったためその後もシリーズ外においてもラインナップされている。
なお、ミクロマンはストーリー上人間に秘密裏の存在とされていたため、発売当初、人間と親和性の高い「ミクロマン救助活動機構」の設定は、根本的に世界観が異なっていたが、公式コミック最終話において、コミック版「アクロエンペラー編」のストーリー後の世界であるという解釈がなされた。
MS-01：ミクロシスター・エル
外交的で陽気な性格のミクロシスター。
流行りもの好きで飽きやすいことから、女の子的にも見られがちであるが、芯が強く周りを引っ張るリーダー気質も持っている。
あまり悩まないことを自分の長所だと考えている。
- 好きなもの：流行りもの全般 マヨネーズ

MS-02：ミクロシスター・シオン
何時も穏やかですべてを包み込むかのような優しさを持つミクロシスター。
少しとぼけた部分があるが、基本的にはしっかり者なのでメンバーからは姉のように慕われている。
実はチーム1の重装備を扱える程の力持ち。
- 好きなもの：動物全般(特に犬) 抹茶アイス

MS-03：ミクロシスター・ラン
高い運動神経が組織の目に留まりスカウトされ、隊員となったミクロシスター。
アイドル的な扱いをされるのを嫌い、その歯に衣着せぬ発言は度々世間を騒がせる原因となる。
団体行動が苦手でサポートが必要な任務を一人でこなそうとしてしまう。
「自分に厳しく、他人に厳しく」が座右の銘。
- 好きなもの：ジョギング 寿司

MS-04：ミクロシスター・オルガ
元犯罪組織の構成員であったミクロシスター。
ある事故でレスキュー隊に救われたことをきっかけに正義感に目覚め、ミクロシスターとなった。
その時の治療により身体の一部は機械となってしまったが、任務を正確にこなす優秀な救助隊として活躍している。
- 好きなもの：特になし

### ミクロマン2006

#### アサシンフォース
ミクロシスターの世界観を受け継ぐ形の世界に登場する、M.I.C.Rとは別の、体制に属さない非合法・非公式レジスタンス。「和」をモチーフとしており、各人にも和風な二つ名が付けられている。また、今シリーズより素体素材として「セルロースプロピオネート」が採用されている。
モチーフとなっているのは『必殺シリーズ』であり、各人ストリートミュージシャン・救助隊員・ハウスキーパーといった「表の稼業」が設定されており、武装もそれらの商売道具に仕込まれた武器が多い。奨真の二つ名には「請けた殺しの仕事（公式コミック「アサシンフォース編」では“細工”と呼称）は十六日以内で片づける」「十六日以上定職に就いていないこと」も由来になっているという設定や、夢が実はいわゆる「眼鏡ッ子」であるということが『Quanto』誌上の説明文や公式コミック内で明らかにされた（製品にも眼鏡が付属する）。
AF-11：ミクロマン・ショウマ
人呼んで「十六夜(いざよい)の奨真」。
普段はストリートミュージシャンを装っている。
表ではノリの良いアウトローだが、確かな逆手剣の腕、抜群の看破能力と判断力を持つ。
- - 『時空警察ヴェッカーシグナ』に登場する「時空刑事オリオン」のキャラモチーフとして採用されており、オリオンの装備もショウマの装備と同型のものが使用されている。
- 格闘スタイル：突撃暗殺術
- 好きなもの：怠惰 夜遊び 下手な弾き語り
- 武装：ダークビート シャドーファイテクター

AF-12：ミクロマン・キョウシロウ
人呼んで「風切羽(かざきりば)の恭四郎」。
普段は救助隊員を装っている。
粋でアナーキーな性格を装うが、本当は真っ直ぐな性格で悪を憎む心は強い。
- 格闘スタイル：死角からの暗殺術
- 好きなもの；子供 鍛練 人助け
- 武装：ウインチワイヤー ワイヤーフック シャドーファイテクターβ

AF-13：ミクロレディ・ユメ
人呼んで「泣き化粧のお夢」。
普段はハウスキーパーを装っている。
内気で世渡りは上手くないが、虐げられている者の力になりたいと強く願っている。
- 戦闘スタイル：不意打ち暗殺術
- 好きなもの：漫画 オンラインゲーム
- 武装：ハンディクリーナー フルール トレー シャドーファイテクター

##### 限定版
『Quanto』限定で、影と同化する設定から素体と武装をクリアブラックとブラックメッキで再現した3体セットが受注販売された。
ミクロマン アサシンフォース 限定版 シャドーナイズモード3体セット

#### アクロイヤーXADO（ジャドー）
紀元前2500年前と言う人類文化そのものが未成熟だった時代に飛来したため活躍の機会すら得られぬままに、アクロエンペラーの封印により眠りについた古代アクロイヤー。1838年の雪代災害で仮死状態のまま出土するが、そのまま呪にて封じられ、その後、アクロエンペラーの復活により蘇る。エンペラー再封印後、ミクロマン自治区の統治者としてミクロマン達の中に潜伏しながらエンペラーの再復活を目論み、自治区の住人達をある時は利用し、またある時は自らの毒牙にかけ陰ながらに破壊活動を行っていく。
アサシンフォースの敵役である彼等は時代劇に於ける敵役、いわゆる「悪代官」や「女狐」であり、立ち位置は『必殺シリーズ』での殺され役でもある。特に、AL-41：アクロセツナはモチーフの狐を顕著に取り入れた頭部デザインになっている。「その異形とあまりの禍々しさに地域の僧侶らにより封印が施される」という設定により、身体の各所に呪符・霊符・玉響（たまゆら）など、封印の咒が書き込まれているのも特徴である。
AX-41：アクロヒドウ
密偵、攻撃用の血蜘蛛を従えたアクロイヤージャドーのリーダー格。
傲慢かつ狡猾な野心家だが、皇帝への忠誠心は深い。
- 『時空警察ヴェッカーシグナ』に登場する敵 テンスマドラー オニグモのキャラモチーフとして採用され、製品もヒドウのリデコとなっている。
- 格闘スタイル：正体不明の剣術
- 好きなもの：不明
- 武装：妖刀魏牙雨 血蜘蛛 蟲毒十八殺

AX-42：アクロムザン
トップクラスのパワーを誇るアクロイヤージャドーの広域破壊担当。
身体には霊符が貼られているが、既に拮抗出来ないほどに邪力が増幅している。
己の欲望に従うことを信条としている。
- 格闘スタイル：破壊
- 好きなもの：不明
- 武装：怪刀冥牙正 四撃棍 金剛ノ鎧

AL-41：アクロセツナ
アクロイヤージャドーの呪術師。
番傘や扇子を使った鮮やかな技で敵の精神を蹂躙しながら攻撃する。
本質的には冷酷かつ独善的であるが、物腰が柔らかいために、処世術を応用した情報戦などにも長けている。
- 格闘スタイル：呪術 舞闘術
- 好きなもの：不明
- 武装：弔牡丹 背骨抜 曼珠沙華 華の炎

#### ミクロレディ2
ミリタリーフォースやマグネフォース同様、ミクロマンとアクロイヤーが同シリーズ内にラインナップされた新型女性素体「レディ2素体」によるシリーズ。ML2-02：エリスはミクロマン側で初めてのLバストで、ML2-01：マァルは脛部が若干短い「小柄タイプ」になっている。
ミクロマン側が「アクロウイルスに感染した患者を治療する医学生」、アクロイヤー側が「生物の共有意識内を住処にするミュータント（サイコアクロイヤー）」として設定されており、初期の「アクロウイルス」の設定をリスペクトした形の設定にもなっている。ミクロマン側はエアバイク形態から武器に変化する「メディカルウェポン（メディカルムーバー）」を標準装備。アクロイヤー側には3段階から4段階の変身機能（攻撃レベル変化）を付与されており、これによる最終形態を「アクロダーマ形態」と呼ぶなど、ニューミクロマンの設定をモチーフにしている。なお、AL-52：アクロスピリアはAL-51：アクロガルーラにより無限に生み出される戦闘ミュータントということになっており、いわゆる「戦闘員」的位置づけとなっている。
ML2-01：ミクロレディ・マァル
ミクロマン民間居住区に住む学生。
精神的に未熟で臆病だが、人の心を守るためには苦痛をものともしないひたむきさと、踏ん張り強さを秘めている。
また、元気を周りに分ける素質を持っており、常に傷ついた人の心を励ます。
- 格闘スタイル：白兵戦療法
- 好きなもの：新体操 キルシュポンポン ビーズアクセサリー
- メディカルムーバー：ブレードキャロット
- 形態：イクイプメントスタイル

ML2-02：ミクロレディ・エリス
ミクロマン民間居住区に住む、学生兼M.I.C.Rアクロイヤー医療科に属する新米医師。
人間に憑依したアクロイヤーを掃討すべく日夜奮闘している。
理知的で冷静であるが、思いやりや繊細さも併せ持っている。
- 格闘スタイル：射撃戦療法
- 好きなもの：読書 岩盤浴 エスカルゴ
- メディカルムーバー：ニードルカンバー
- 形態：イクイプメントスタイル

AL-51：アクロガルーラ
生物の精神の奥深くにある共有意識界から対象を操り破壊活動を行う古代アクロレディ。
現実世界では一双の剣と空戦能力で敵を翻弄する。
憑依した相手の理性を狂気へと導くことを得意としている。
- 格闘スタイル：剣舞
- 好きなもの：不明
- 武装：カルマブレード ガルーラクロー
- 形態：攻撃レベル1 攻撃レベル2 攻撃レベル3(アクロダーマ形態)

AL-52：アクロスピリア
アクロガルーラの精神から無限に生み出され、現実世界でのガルーラの活動をサポートする尖兵アクロレディ。
格闘戦で高い能力を発揮し、全身の甲殻の数や配置を変化させることで鋼の防御力を得る。
- 格闘スタイル：闘争本能
- 好きなもの：不明
- 武装：
- 形態：攻撃レベル1 攻撃レベル2 攻撃レベル3(アクロダーマ形態)

#### ミクロシスターUNI
ムック本・ミクロマン2006パラレルワールドに同梱されたミクロシスター。クロアとアウラの2バージョンが発売された。
ストーリーの前半は木村航の小説、後半は中山かつみのコミック部分で構成されている。かつてミクロマンと戦いを繰り広げた完全体アクロイヤー・アクロファントムが異次元の虚泡世界で進めていたプロジェクト・ユニの3人を軸にストーリーは進んでいく。その出生の経緯から厳密にはアクロシスターである。
ミクロシスターUNI・クロア
- 武装：ネックリング、パー・グローブ（ポータブルアシストグローブ）、キットバッグ[5]

ミクロシスターUNI・アウラ
- 武装：ハンドヘルドPCガン、ハンドグローブ、ブラックブーツ[6]

ミクロシスター?UNI・シュン
プロジェクト・ユニにおける3人目の少年であるが、シルエットでしか登場しない。
ドクター・スガタ
プロジェクト・ユニの責任者。アクロファントムが人類を支配下に置く計画の実験の為に招集された。

### 公式コミック版ミクロマン

#### 製品化
2004年に実施され好評だったマガジン《ゼロワン》におけるコンペをパワーアップさせた、『Quanto』とのコラボレーション企画として始まり、発売キャラクターの選択は読者投票という形で行われた。トイザらス限定販売。デザインはDOGMASKが担当。
ミクロマンファルコン、ミクロマンブロンクス、アクロフレイム、アクロマノンの中から2体。アクロアスラ、アクロギルランダのどちらか1体（ハンネは決定枠）という組み合わせから選ばれ、最終的にAF-01：ファルコン&ALV-01：マノン、AXV-01：アスラ&ハンネのセットがそれぞれ発売された。
AF-01：ミクロマンファルコン
強化ユニットを両肩に着け、テコンドーで戦う若きミクロマン。
アサシンフォースに所属し、アクロウイルス調査の先遣隊としてマグネフォースに随行する。
優しい性格だが、使命感に乏しく、虚無主義で口数が少ない。
ミクロ生命体の未来に悲観的なものを抱いている。
- 戦闘スタイル：テコンドー
- 好きなもの：部隊鍋（プテチゲ風）
- 武装：N-tecタクティカルメイトMT（LIGHT） N-tecミクロバスターS17 N-tecエアロファイテクターCR9000

ALV-01：アクロマノン
ボルテックの手により生み出された氷を操るアクロイヤー。
ある一定以上に感情が高揚すると体が自然融解してしまうため、常に冷静沈着であることを心がけなくてはならない。
また、敵味方の初期認識がどうしてもできない。そして敵であるファルコンと心を通わせるようになる。
ボルテック曰く「膝枕担当」。
- 戦闘スタイル：ハープ演奏
- 好きなもの：不明
- 武装：流氷の調べ 殺意の結晶

AXV-01：アクロアスラ
人間の支配する世界に疑問を持ち居住区を脱走し、仮面を被り、自らアクロイヤーとなることを選んだミクロマン。
彼の身体にはミクロ細胞と自ら埋め込んだアクロウイルスが共存している。
- 戦闘スタイル：古代剣術
- 好きなもの：思想書 哲学書
- 武装：クラッシュウィング アクロヘルム

MSV-01：ミクロシスターハンネ
M.I.C.R.で予知能力開発のために育成されていたミクロマン。
彼女の髪に結われた指輪には、人間とミクロマンの平和への祈りが込められている。
ミクロシスターシオンから譲り受けた神聖力で戦う。
元々、ミクロレディが未成熟な状態で誕生するのがミクロシスターである為か、公式コミック「アクロエンペラー編」ではセリフ中に「おねしょをしていた」と言うくだりがある。
- 戦闘スタイル：神聖力
- 好きなもの：人間 お菓子全般 お絵かき
- 武装：聖鷹（ホーリーイーグル）

#### 製品化候補
ミクロマンブロンクス
アサシンフォースの一員で、ファルコンの盟友。
2挺のリボルバー拳銃で戦うミクロマン。
アクロウイルスの調査の先遣隊としてマグネフォースに随行する。
明るい享楽主義者だが、自分に反目する者には一切の容赦をしない。
常に顔を覆っているヘルメットは不可逆性の感覚増大ユニットになっている。
製品化こそ実現されなかったものの、彼の武器はファルコンへと受け継がれた。
- 戦闘スタイル：M.I.C.R射撃術
- 好きなもの：クラブハウスサンド セブンブリッジ
- 武装：N-tecミクロバスターS17

アクロフレイム
ボルテックの手により生みだされた炎のアクロイヤー。
マグネアクロイヤーと共に行動し、任務を遂行する際、遠回りでも相手の心理にダメージを与える卑劣な手段を選択する。
顔を上下逆転させ、ファイアシザーズを手首にはめることにより、格闘形態「デスフレイム」になる。
同じくボルテックの手で生み出されたマノンとは兄妹のような関係。
ボルテック曰く「炉端焼担当」。
- 戦闘スタイル：我流
- 好きなもの：不明
- 武装：ツインファイアブレード ファイアシザーズ
- 形態：デスフレイム

アクロギルランダ
アクロエンペラーの復活と共に甦った古代アクロイヤー。
近未来の闇とその状況を感知する能力を持つ。
従えている鉄甲竜を操り敵と戦う。
また、彼女に使用される予定であったのはシスタータイプの素体であるため、もし製品化された場合は唯一のアクロシスターとなっていた。
- 戦闘スタイル：竜操り
- 好きなもの：不明
- 武装：ギルドラゴーネ

### 登場する合体ロボット・メカなど

#### バイオマシン
マシーンスティンガーとマシーンタイガーはネーミングやデザインが旧シリーズにおけるスパイマジシャン用マシンのオマージュとなっている。
マシーンミラー
マシンミクロマン ゼクウの駆る空戦用エアポッド。
バイオスーツの胴体上部及び肩部分にあたる。
マシーンスティンガー
マシンミクロマン ゴドーの駆る探査用クルーザー。
バイオスーツの胴体中央部にあたる。
マシーンタイガー
マシンミクロマン ハックの駆る高速陸上バギー。
バイオスーツの脚部にあたる。
マシーンコング
マシンミクロマン トリニティが駆る指揮・偵察用パワーローダー。
三輪ビークル形態にも変形可能。
バイオスーツの両腕及び、胴体下部にあたる。
バイオスーツ
4台のバイオマシンが合体し誕生する大型の戦闘用パワードスーツ。マシンミクロマン ゼクウが主に使うが、トリニティも一度だけ使用したことがある。

#### ロードモービル
ロードフォースが操るバイク型ビークル。
公式コミック「アクロエンペラー編」では「この4台で戦車一個大隊の威力がある」と語られている。
マッハスラッガー
ミクロマン・カイトの駆る空陸両用型ロードモービル。フライトライド形態へ変形可能。
ライドパイソン
ミクロマン・リュウの駆る超攻撃型ロードモービル。
デルタファントム
ミクロマン・サンダーの駆るハイパワータイプロードモービル。
サイドキャリバー
ミクロレディ・レイの駆るサポートタイプサイドカー型ロードモービル。
ロードスパルタン
4台のロードモービルが合体した空陸移動型戦闘マシン。
主にノーマル状態の「ライドフォーム」で搭乗するが、「スパルタンフォーム」での搭乗も可能。
公式コミック「アクロエンペラー編」では「モーターフルバースト」により鳥状の炎をまといアクロワイバーンに突撃した。

#### エキゾドロイド
エキゾロイドはウィルドオプトムが旧シリーズの「アクロイヤー軍団」におけるタコロイヤー、クロウラーグラブズがカニロイヤー、ウイングスティーラがエイロイヤーのオマージュになっている。
ウィルドオプトム
アクロオプトムに付き従うタコ型のエキゾロイド。高性能センサーの触手が武器。
クロウラーグラブズ
アクログラブズに付き従うカニ型のエキゾロイド。どんな悪路をも走破出来る恐るべき突撃性能を有している。
ウイングスティーラ
アクロスティーラに付き従うエイ型のエキゾロイド。偵察行動、及び奇襲攻撃を得意とする。
アクロワイバーン
アクロエンペラーと3体のエキゾロイドが合体して誕生する真のエキゾフューズモード。総てを破壊する恐るべき威力の持ち主。
公式コミック「アクロエンペラー編」では最終的にカイトの手により再び封印された。

#### メディカルムーバー
ブレードキャロット
ミクロレディマァルの駆るメディカルムーバー。エアバイクからメス型のメディカルウェポンに変形する。サイコアクロイヤーを現実世界に引きずり出すマインドキャプチャー形態にも変形可能。
ニードルカンバー
ミクロレディエリスの駆るメディカルムーバー。エアバイクから注射器型のメディカルウェポンに変形する。サイコアクロイヤーを現実世界に引きずり出すマインドキャプチャー形態にも変形可能。

### 用語
ミクロ細胞
Dr.バーンズとDr.シルバーの手により、人口増加に伴う食糧危機などに対応するための人体細胞の縮小化の研究の末に縮小化遺伝子の研究から開発された細胞。
ミクロ生命体
ミクロ細胞から培養・育成された人型の生命体。
人間の1/18というサイズながら、高度な知能と高い身体機能を有している。
アクロウイルス
元来アクロイヤーが体内に持つウイルスで、非常に致死率が高い。
アクロエンペラーはこれを自由に操り、アクロイヤーを生み出す。
また、アスラのようにアクロウイルスを受け入れることが出来ればアクロイヤー化することも可能。
エキゾドロイドはアクロウイルスが進化した姿といわれている。
コミューン
ミクロフォースの生き残り2人が作ったミクロ生命体の居住エリア。
人間からの干渉を受けず、その場所は人間にもアクロイヤーにも知られていない。
マシンフォースの4人はコミューン出身のミクロマンである。
M.I.C.R（またはM.I.C.R.）
ミクロマンを管理する組織。
N-tec社
マスターフォースのメカニックを請け負う新興企業。
アクロスレイヤー
古代アクロイヤーを封印するために作られた剣。

## ミクロアクションシリーズ
アニメ・映画・コミック・ゲームのキャラクターがミクロマン素体をベースに製作されたシリーズ。ラインナップはアニメキャラクターやアメコミヒーローを中心に幅広いキャラクター展開が行われ、中には素体フィギュアを有さない「エイリアン」のようなものまである。
2003年にPSゲーム『タツノコファイト』の5キャラクターをモチーフとしたいわゆる「キャラミクロマン」が発売。翌年の2004年に『トランスフォーマー』シリーズ20周年記念作品である『トランスフォーマー スーパーリンク』との連携により、SLグランドコンボイと『ミクロマン200X』シリーズの素体を使用したキッカーのセット商品「トランスフォーマー×ミクロマン アニバーサリーセット SLグランドコンボイ&キッカー」が発売。
これらが人気を博したことで「オリジナルシリーズ」とは別枠の「動くキャラフィギュア」として新たに「ミクロアクションシリーズ」が展開される運びとなった。『タツノコファイト』は後にナンバー通りこのシリーズに分類されている。
ラインナップ
MA-01 ガッチャマン
MA-02 キャシャーン
MA-03 ポリマー
MA-04 テッカマン
MA-05 電光石火ヴォルター
MA-06 キャシャーン（実写映画版）
MA-07 バットマン（コミックバージョン）
MA-08 バットマン（フライトギアバージョン）
MA-09 デビルマン（TVアニメバージョン）
MAEX-01 スコット・トレーシー
MAEX-02 バージル・トレーシー
MA-10 キャットウーマン
MA-SP01 バットマン&バットガール
MA-SP02 デビルマン（原作版）&シレーヌ
MA-11 ストリートファイター春麗
MA-12 ストリートファイターさくら
MA-13 エイリアン（ウォーリア）
MA-14 エイリアン（クイーン）
MA-15 エルダープレデター
MA-16 スカープレデター
MA-17 ケルティックプレデター
MA-18 バットマン（バットマン ビギンズバージョン）
MA-19 ラーズ・アル・グール
MA-20 バットマンサムライアーマー
MA-21 勇者王ガオガイガー 獅子王ガイ
MA-22 勇者王ガオガイガー 卯都木 命
MA-23 勇者王ガオガイガー スワン・ホワイト
MA-24 装甲騎兵ボトムズ キリコ・キュービィー
MA-25 新世紀エヴァンゲリオン 綾波レイ（制服Ver.）
MA-26 新世紀エヴァンゲリオン 惣流・アスカ・ラングレー（私服Ver.）
MA-27 魔弾戦記リュウケンドー 魔弾銃士 リュウケンドー
MA-28 魔弾戦記リュウケンドー 遣い魔（ジャマンガ戦闘員）
MA-29 新世紀エヴァンゲリオン 綾波レイ（プラグスーツVer.）
MA-30 新世紀エヴァンゲリオン 惣流・アスカ・ラングレー（プラグスーツVer.）
MA-31 魔弾戦記リュウケンドー 魔弾銃士 リュウガンオー
MA-32 魔弾戦記リュウケンドー 魔弾闘士 リュウジンオー
MA-34 スーパーガール
MA-33 スーパーマン（劇場版）
MA-35 装甲騎兵ボトムズ イプシロン
MA-36 スーパーマン（コミック版）
MA-37 サイボーグスーパーマン
MA-38 キリコ・キュービー（特殊任務班仕様）
MA-39 エヴァンゲリヲン 惣流・アスカ・ラングレー（新劇場版 制服Ver.）
MA-40 エヴァンゲリヲン 綾波レイ（新劇場版 制服Ver.）
MAP-01 装甲騎兵ボトムズ フィアナ（プロトワン） with ヂヂリウムカプセル
MAP-02 機甲猟兵メロウリンク アリティ with 軍用バイク
MAP-03 装甲騎兵ボトムズ バニラ with レッドショルダー カスタムパーツ
MAP-04 ウイングマン（レッドバージョン） with ウイナア
ML-SP01 ルパンVSミクロマンセット
ML-SP02 不二子VSミクロレディセット
MA-SP03 新劇場版プラグスーツセット/レイ&アスカ
MA-SP04 ウイングマン（ブルーバージョン） 夢あおい セット
MAEX-03 Reキューティーハニー
MAEX-04 ストリートファイター 春麗 & さくら
DMZ-01 スコープドッグwithミクロアクション キリコ・キュービィー
DMZ-02 ストライクドッグ with イプシロン
DMZ-03 スコープドッグSA with フィアナ
DMZ-04 ラビドリードッグ with キリコ・キュービィー（クエントVer.）
アロン&グラン（DMZ-04発売記念キャンペーン品）
エヴァンゲリヲン 新劇場版 綾波レイ（包帯ver.）（ワンフェス 2007夏 限定）
MK-01 キン肉マン
MK-02 ラーメンマン
MK-03 ウォーズマン
MK-04 ロビンマスク
MK-05 テリーマン
MK-06 ブロッケンJr
MK-07 キン肉マン 白タンクトップ
MK-08 ミスターカーメン
MK-09 ブラックホール
MK-10 キン肉マングレート
MK-11 ペンタゴン
MK-12 モンゴルマン
MK-S01 キン肉マン&テリーマン タッグセット
MK-S02 ウォーズマン&ラーメンマン タッグセット
MK-S03 ロビンマスク&ブロッケンJr タッグセット

## マテリアルフォースシリーズ
トイザらス限定で流通された、全身1色のミクロマン素体シリーズ。

### 男性素体
M-01 オブシディアン（黒）
M-02 クラウド（白）
M-03 ローヴァー（肌色）
M-04 コア（赤）
M-05 スール（黄）
M-06 トゥルソ（紺）
M-07 シュピナート（緑）
M-08 トリスティス（薄灰色）
M-09 メーア（青）
M-10 オグル（紫）
M-11 ソル（茶）
M-12 ジャーマ（朱赤）
M-13 ロッシュ（薄茶）
　マテリアルフォース シャイニングコートエディション（5体セット・ナンバーは無し）
　エムロード（グリーンメッキ）
　メルキュール（銀メッキ）
　ゴルド（金メッキ）
　アエス（銅メッキ）
　シンク（クロムメッキ）
マテリアルフォースカスタム アームズパーツセット（1体・ナンバーは無し）
　クリスタル（クリア）

### 女性素体
ML-01 ヴァイス（白 バストS）
ML-02 フロワ（白 バストM）
ML-03 ラヴィーネ（白 バストL）
ML-04 ステルラ（黒 バストS）
ML-05 ヴェーガ（黒 バストM）
ML-06 ノーヴァ（黒 バストL）
ML-07 クレセント（黄 バストS）
ML-08 リュンヌ（黄 バストM）
ML-09 セレーネ（黄 バストL）
ML-10 アリア（水色 バストS）
ML-11 ヴィント（水色 バストM）
ML-12 シエル（水色 バストL）
ML-13 ケラスス（ピンク バストS）
ML-14 ロッサ（ピンク バストM）
ML-15 セレーサ（ピンク バストL）
ML-16 ランダ（肌色 バストS）
ML-17 コリーヌ（肌色 バストM）
ML-18 カノン（肌色 バストL）
ML-19 ニクス（白 バストL+）
ML-20 ポラール（黒 バストL+）
ML-21 ペスカ（ピンク バストL+）
ML-22 ベルク（肌色 バストL+）
ML-23 カロル（茶 バストS）
ML-24 デュンヌ（茶 バストM）
ML-25 リートゥス（茶 バストL）
ML-26 エクアトゥール（茶 バストL+）
ML-27 ピシーヌ（紺 バストS）
ML-28 ピシーナ（紺 バストM）
ML-29 オーラ（紺 バストL）
ML-30 ナタシオン（紺 バストL+）
ML-31 ヴルカーノ（赤 バストM）
ML-32 クラーテル（赤 バストL）
ML-33 ミーテ（薄肌色 バストS）
ML-34 セレーノ（薄肌色 バストM）
ML-35 クリマ（薄肌色 バストL）
ML-36 ナトゥーラ（薄肌色 バストL+）
ML-37 フュメ（薄灰色 バストS）
ML-38 ネブラ（薄灰色 バストM）
ML-39 ネーベル（薄灰色 バストL）
ML-40 ヌーヴォラ（薄灰色 バストL+）

### 少女素体
MS-13から18の肌色と薄肌色の素体は製造後に発売中止となったが、後にYahooオークションで流出品と思われる物が出品されていた。
MS-01 ブリーナ（白 バストS）
MS-02 アイス（白 バストM）
MS-03 グランディーネ（白 バストL）
MS-04 メローペ（黒 バストS）
MS-05 アルキオーネ（黒 バストM）
MS-06 マイア（黒 バストL）
MS-07 フェリーチェ（薄黄 バストS）
MS-08 ブリージョ（薄黄 バストM）
MS-09 ラウシュ（薄黄 バストL）
MS-10 ショイ（ピンク バストS）
MS-11 エジタシオン（ピンク バストM）
MS-12 カプリス（ピンク バストL）
MS-13 ファータ（肌色 バストS）
MS-14 ニンファ（肌色 バストM）
MS-15 ソルシエール（肌色 バストL）
MS-16 クルトゥーラ（薄肌色 バストS）
MS-17 シエンツァ（薄肌色 バストM）
MS-18 ドクトリーナ（薄肌色 バストL)

## 着ぐるミクロマンシリーズ
軟質素材の怪獣着ぐるみとミクロマンをセット商品にしたシリーズ。
ラインナップ
KM-01 ゴジラ（初代バージョン） - ミクロマン・ケンとセット
KM-02 ゴジラ（ゴジラファイナルウォーズバージョン） - ミクロマン・ビリーとセット
KM-SP01 ゴジラVSキングギドラセット（三大怪獣地球最大の決戦バージョン） - ミクロマン・ハロルド&ミクロマン・ヴィクトルとセット
KM-SP02 メガロVSジェット・ジャガーセット - ミクロマン・キム&ミクロマン・ウォルターとセット
KM-03 ゴジラ（初代モノクロ版） - ミクロマン・ケン（モノクロのカラーリング）とセット
KM-04 ガメラ（昭和版） - ミクロマン・リキとセット
KM-05 ガメラ（平成版） - ミクロマン・ヴァインとセット
KM-06 2006 新生ガメラ - ミクロマン・アレンとセット

## ミクロマン2007
2007年度版のオリジナルシリーズはTVドラマ『時空警察ヴェッカーシグナ』とのコラボレーションタイアップ企画として執り行われた。そのため本来のオリジナルシナリオとは一線を画しており、公式的な扱いでは「ミクロマンシリーズ」であるが、「ミクロアクションシリーズ」的な性質も強く持つため、その2つとは別記している。
MWS-03とMWS-04は共に旧製品のリデコだが、MWS-03はオリオンの武器のみ本作オリジナルとなっている。
各セットに特典として非売品のDVDが付属する。素顔のシグナ達はさりあとえみりは一般発売、残りのメンバー3人は対象のDVD&CDをすべて購入した応募者特典用ノベルティとして提供された（抽選で各1000名ずつプレゼント）。
ラインナップ
MWS-01 シグナサリー&ルリーセット - シグナサリーとシグナルリーのセット
MWS-02 シグナレナリー&キリーセット - シグナレナリーと時空特捜キリーのセット。
MWS-03 時空刑事オリオン&オニグモセット - 時空刑事オリオンとテンスマドラー･オニグモのセット
MWS-04 時空刑事エクスヴァーン&グランミラーセット - 時空刑事エクスヴァーンとその搭乗機グランミラーのセット
MWS-05 春日さりあ&秋葉えみり ヴェックフォームセット - 素顔のシグナサリーである春日さりあと唯一スーツを装備しないメンバーの秋葉えみりのセット
ミクロレディ 夏沢るり香（ヴェックフォーム） - DVDキャンペーン第1弾アイテム（対象商品：DVD第1-3巻）
ミクロシスター 桐乃かすみ（ヴェックフォーム） - DVDキャンペーン第2弾アイテム（対象商品：DVD第4-6巻）
ミクロレディ 冬木玲菜（ヴェックフォーム） - CDキャンペーンアイテム（対象商品：CD全6枚）

## 関連商品
製品に『ミクロマン200X』シリーズの素体を使用した商品。主に『トランスフォーマー』シリーズが該当する。
GTシスター（レースクイーン）はGTシスター・AI（アイ）以外の4人が製品化。5人のデザインは『ミクロマン200X』シリーズと同じくDOGMASKが担当。
発売順
SC-14 戦士 キッカー
トランスフォーマー×ミクロマン アニバーサリーセット SLグランドコンボイ&キッカー
キッカーエネルゴンエディション - キャンペーン品
e-HOBBY限定 68 デストロン/混成部隊 マグニフィカス&ガミード
GT-01 GT-Rプライム - GTシスター・ミサキがセット
GT-02 GT-Rセイバー - GTシスター・アンナがセット
GT-03 GT-Rメガトロン - GTシスター・ノアがセット
GT-04 GT-Rマキシマス - GTシスター・ヒイロがセット

## ミクロマン200Xにおける諸問題
- ミクロマン200Xは初期、ボディにポリカーボネイトを使用してきた。これは関節が非常に摩耗しづらいことと、透明度が高いことが理由であったが、透明部品や一部の特殊カラーの部品に破損が見られることが非常に多いという問題を抱えてきた[注 8]。これはポリカーボネイトが塗料などの浸食に弱いことや、成型時に急速に冷却させると脆くなる、つまり効率重視で品質管理のずさんな生産をしている限り回避しえない状況そのものが原因であると言える。中にはブリスターから出した時点で壊れる製品も多く（バイオミクロマンなど）、ポリカーボネイトの使用はミクロシスターをもって中止された。その後破損対策として、不透明ボディには過去のミクロマン同様にABS素材を使用。クリアボディにはセルロースプロピオネートの採用などが取られているが、過去の人気商品はすでに終売になっているため、この素材での復刻を望む声が高い（アクロファントム・エンペラーなど）。
- 年賀マテリアルフォースやアクロヒドウ・アクロセツナ、ミクロアクション遣い魔など、過去の素体の材質をポリカーボネイトからABS樹脂に切り替えたものがあるが、これらは一貫して関節が緩くなっている。関節部分に新規パーツが多いミクロアクションリュウケンドーや、ミクロシスターUNIなどは、初めからABS樹脂を前提に金型を作ってあるため、この不具合が起こらない。
- ミクロシスターには付属パンフレット以外に武装の組み替え形態の説明書のようなものが付属していないことから、パッケージや付属パンフレットシリーズ『Infomercial』に掲載された形態への組み替えは、それらの写真を見て行うしかない。だがこれは、制作側による「自由な発想での組み替え」が狙いのようである。しかし、ものによっては写真ですら判りにくいものがあるためにどのパーツを使えばいいのか判らない不親切なものもあるため、公式サイトに組み替えの説明を載せるよう要望がされたが、未だに実現していない。そのため一部の武装形態への変形にいくつもの組み替え方が登場するという結果をも招いている。
- トイザらス限定商品として発売されてきたマテリアルフォースであるが、これのシスターボディ版には肝心の肌色が登場していない。非公式流通ではあるが、JANコード付きの肌色版が流出していたこともあり販売予定はあったと思われるが、当時はすでにトイザらスでマテリアルフォースの処分が行われていたために販売機会を失ってしまったものと思われる。公式サイトにもマテリアルシスターの紹介ページは作られないままとなった。シスターに限らずシリーズ全体として人気のある色やサイズに集中しての販売をせず、不人気のバリエーションが高い供給割合だったために多数の在庫が生じてトイザらス側にとって悩みの種となってしまった。
- 新型女性素体として登場したレディ2素体ではあるが、「女性らしさ」を追求しすぎた結果、首と足首の可動が廃止される結果になった。さらに足首に至っては、旧女性素体よりも若干太いという本末転倒な出来となっている[注 9]。

## 掲載誌
Quanto
公式ストーリー連載の他、新製品などを紹介するコーナー「タカラホビーサーチ」（TAKARA HOBBY SEARCH EX）にてミクロマン記事が連載。
記事の文章・構成は梶野秀介が担当。
電撃ホビーマガジン
ミクロマンシリーズ30周年を記念して2004シリーズの改造作例や新製品を紹介、30年の歴史を解説するコーナー「MICROMANTIC」が短期連載。
2005シリーズ以降はリニューアルされた「MICROMANTIC 2nd SEASON」が連載され、作例に代わり新製品情報が拡大。リニューアル後の記事の文章は梶野秀介が担当。

## 書籍
ミクロマン2004パーフェクトブック マガジン《ゼロワン》 サイド・ソード/サイド・シールド（NEKO MOOK）
編集 - Quanto編集部、協力 - タカラ
出版社 - ネコ・パブリッシング、発行日 - 2004年8月31日、ISBN 4-7770-0223-3 / ISBN 4-7770-0224-1
『Quanto』のCGフォトストーリーを元に2004シリーズの世界観を解説するムック本。内容は同一で、それぞれにジンとシャンニーが付属する。旧ミクロマンにおける、世界観の解説本にミクロマンコマンドが付属した『マガジンゼロゼロ』のオマージュ商品。
ミクロマン オフィシャル アニバーサリームック ミクロマンスタイル （ホビージャパンMOOK）
著 - MRI（ミクロマン・リサーチ・インスティチュート） 安彦一民 安田隆宏、監修 - タカラ
出版社 - ホビージャパン、発行日 - 2004年11月4日、ISBN 4-89425-350-X
ミクロマンシリーズ30周年を記念したムック本。「ミリタリーフォース」までの30年間のアイテムを紹介し、オリジナルミクロマンの作り方講座やシリーズ関係者へのインタビューを掲載。
ミクロマンパーフェクトワークス（NEKO MOOK）
著 - 梶野秀介、監修 - タカラ
出版社 - ネコ・パブリッシング、発行日 - 2005年6月14日、ISBN 4-7770-0308-6
2003-2005シリーズのムック本。発売時点の全アイテムを紹介し、全キャラクターのデザイン画稿や設定資料・開発資料、開発者やデザイナーへのインタビューを掲載。『Quanto』のCGフォトストーリーも完全再録し、『マガジン《ゼロワン》』および公式コミックのキャラクターも紹介。